# Primolo
Primolo è una piccola frazione del comune di Chiesa in Valmalenco, dove sono residenti circa 100 abitanti stanziali.
Posta a 1274 m s.l.m., è una località di soggiorno turistico sia estivo che invernale da cui si può accedere agli impianti di risalita del comprensorio sciistico Palù-Sasso Nero.
Il paese è caratterizzato dalla presenza del piccolo santuario della Madonna delle Grazie in stile barocco.

## Santuario della Madonna delle Grazie
Il Santuario è annoverato nell'elenco dei Santuari e templi votivi della Diocesi di Como